# Circunscripción de Representación Grupal de Aljunied

Aljunied GRC.

La Circunscripción de Representación Grupal de Aljunied (Aljunied GRC) es una circunscripción de representación grupal del Parlamento de Singapur constituida en 1988 al momento de instaurarse el sistema de las GRC. Se compone de una gran parte del área planificada de Hougang, con excepción de la circunscripción uninominal homónima, así como de Paya Lebar, Serangoon Gardens, la mitad sur de Serangoon North, así como una porción de Bedok y una sección muy pequeña de Tampines.
Desde su establecimiento, y al igual que las demás GRC, Aljunied se mantuvo representada por el hegemóncio Partido de Acción Popular (PAP) y amplió su tamaño al absorber circunscripciones vecinas que el opositor Partido de los Trabajadores (WP), dominante a su vez en la circunscripción uninominal aledaña, podría haber ganado. Sin embargo, fue una de las GRC más disputadas en las elecciones de 1988, 1997 y 2006. En 2001 fue retenida por el PAP sin oposición luego de que el grupo de candidatos presentado por el WP fuera descalificado. En las tres ocasiones, los votos del WP en Aljunied facilitaron el acceso de sus candidatos a la representación parlamentaria no circunscripcional.
Presentando un grupo de candidatos entre los cuales estaba su Secretario General, Low Thia Khiang, el WP finalmente triunfó en Aljunied en las elecciones generales de 2011, convirtiendo al distrito en la primera circunscripción de representación grupal en la que triunfaba un partido opositor. El WP retuvo la GRC tanto en 2015 (cuando la lista grupal se impuso por apenas un punto ante el grupo encabezado por el exparlamentario del PAP Yeo Guat Kwang) y 2020 (por una mayoría de casi veinte puntos).